# Barren Cross
Barren Cross es una banda de metal cristiano formada en Los Ángeles, California en 1983 por los amigos de colegio Ray Parris (guitarra) y Steve Whitaker (batería). La banda lanzó seis discos de 1986 a 1994. Se han reunido para dar algunos shows en años recientes, y planean volver al estudio.
En 1984, el bajista Jim LaVerde y el vocalista Mike Lee (Mike Naeyert) fueron incluidos en la agrupación. En 1989, la banda apareció en The Morton Downey Show junto a miembros de Kiss y Anthrax. En 1990, Mike Lee abandonó Barren Cross para unirse a Bare Bones.

## Miembros
- Michael Drive (Lee) - Voz
- Jim LaVerde - Bajo
- Ray Parris - Guitarras
- Steve Whittaker - Batería

## Discografía
- 1985: Believe EP (Independiente)
- 1986: Rock for the King (Star Song)
- 1988: Atomic Arena (Enigma Records)
- 1989: State of Control (Enigma Records)
- 1990: Hotter Than Hell Live! live album (Restless)
- 1990: Rock for the King re-issue (Medusa Records)
- 1994: Rattle Your Cage (Rugged Records)
- 1996: Atomic Arena re-issue (Victor Entertainment)
- 2004: Rattle Your Cage re-issue (Girder Records)
- 2007: Paid in Blood – The Very Best of Barren Cross compilation (Independiente)
- 2013: Birth Pangs – Thirtieth Anniversary – Live from Elements of Rock, Switzerland